# Краснохолмский
Краснохо́лмский (баш. Краснохолмский) — село в Калтасинском районе Республики Башкортостан Российской Федерации. Административный центр Краснохолмского сельсовета.

## География

### Географическое положение
Расстояние до:
- районного центра (Калтасы): 16 км,
- ближайшей ж/д станции (Янаул): 38 км,
- до столицы Башкортостана (Уфа): 180 км.

## История
Село возникло в 1952 г. как населённый пункт нефтяников.
В 1957 году Указом Президиума Верховного Совета РСФСР населённый пункт нефтяников преобразован в рабочий посёлок с присвоением наименования Краснохолмский. В 2004 г. преобразован в сельский населённый пункт.
В 2011 г. было закрыто градообразующее предприятие — Краснохолмский УБР.

## Предприятия

### Банки
- отделение Сбербанка России (Доп.офис № 8598/0608);

### Коммунальные службы
- МУП Краснохолмские тепловые сети;
- ООО «НУР-ПЛЮС»;

## Население
| 1959  | 1970  | 1979  | 1989  | 2002  | 2009  | 2010  |
| ----- | ----- | ----- | ----- | ----- | ----- | ----- |
| 4081  | ↗6123 | ↗6359 | ↗7271 | ↗8101 | ↗8325 | ↘8021 |
| 2021  |       |       |       |       |       |       |
| ↘7767 |       |       |       |       |       |       |

Согласно переписи 2020 года, преобладающие национальности — русские (32,9 %), татары (22,7 %), башкиры (22,5 %), марийцы (16 %), удмурты (4,3 %).

## Религия
В селе есть мечеть Ангам.